# Ten Sing
Ten Sing (Eigenschreibweise TEN SING, für norwegisch tenåringe und synge, übersetzt „Teenager singen“) ist eine Form musikalisch-kulturell-kreativer christlicher Jugendarbeit innerhalb des CVJM, die ursprünglich aus Norwegen stammt und heute mit Gruppen in Europa, den USA, Südamerika, den Philippinen und der Volksrepublik China vertreten ist.

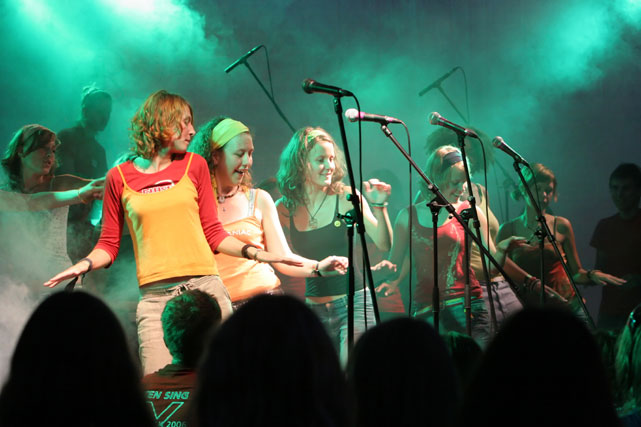
Konzert beim Internationalen Ten Sing Festival 2006, Århus

## Geschichte
Der norwegische Pfarrer Kjell Grønner reiste im Jahr 1966 nach Hamburg und besuchte dort eine Jugendshow von Sing-Out 66. Er wollte dieses Projekt in Norwegen etablieren und lud Sing Out Deutschland nach Norwegen ein.
Im Jahr 1968 gründete Grønner inspiriert von der damaligen deutschen Sing-Out-Bewegung in Bergen die erste Ten-Sing-Gruppe. Diese war ursprünglich ein Jugendchor, der zeitgenössische Musik interpretierte. Bestandteil der Treffen war daneben die christliche Verkündigung.
1985 gründete der Norweger Tom Olav Guren in St. Gallen die erste schweizerische Ten-Sing-Gruppe. 1996 gab es in der Schweiz 35 Gruppen, heute sind es ca. 20 Gruppen.
Seit 1986 ist Ten Sing auch in Deutschland vertreten. Federführend für die Ten-Sing-Arbeit in Deutschland ist der CVJM, der auch die Rechte am Namen und an den Konzepten der Ten Sing-Arbeit besitzt.
1994 begann mit Unterstützung des Bundesjugendministeriums das Ten Sing-Deutschlandprojekt, in dessen Verlauf bis 1997 34 Ten-Sing-Gruppen gegründet wurden. 2007 waren es bereits etwa 120 bis 150 Gruppen mit rund 5000 aktiven Jugendlichen, für 2018 sind ca. 110 Gruppen registriert, europaweit etwa 500.
Im April 2016 gründete sich der „Förderverein für TEN SING in Deutschland e. V.“ mit Sitz am Standort des deutschen CVJM-Gesamtverbandes in Kassel, um die Ten Sing-Arbeit in ganz Deutschland zu unterstützen.

## Konzept
Ten Sing war zu Beginn als neue missionarisch ausgerichtete Jugendarbeit gedacht. Eine entsprechende Zielvorgabe besteht jedoch heute nicht mehr in jeder Gruppe; ein Bekenntnis zum evangelischen Glauben ist nicht Voraussetzung für die Teilnahme und Mitarbeit bei Ten Sing.
Das hauptsächliche Merkmal von Ten Sing ist, dass es Jugendarbeit von Jugendlichen für Jugendliche ist. Die Ten Sing-Arbeit will den Teilnehmern die Möglichkeit geben, sich in vielen Bereichen auszuprobieren, sich einzubringen und Aufgaben zu übernehmen.
Dadurch, dass neue Mitglieder gefördert werden und so schnell in Aufgaben hineinwachsen, sind viele der Mitarbeiter recht jung, wodurch die Zusammenarbeit zwischen leitenden und teilnehmenden Ten Singern eng ist. Unterschiede zwischen leitenden und teilnehmenden Mitgliedern in den Bereichen Lebenskultur und Musikgeschmack, die durch große Altersabstände verursacht werden könnten, werden so weitgehend vermieden.
Das ursprüngliche Konzept von Ten Sing basierte auf drei Grundsäulen, dem 3-K-Modell: Kultur, Kreativität, Kristus (norwegisch für Christus).
Seit 2001 hat sich zunehmend ein um zwei weitere Begriffe ergänztes und in die englische Sprache übersetztes Konzept durchgesetzt. Dieses mit dem Schlagwort 5-C-Modell bezeichnete Konzept ist heute auch in Deutschland Richtschnur der Arbeit.

### 5-C-Modell
Jede Ten Sing-Gruppe arbeitet gemeinsam auf ein Konzert hin, dabei durchläuft die Gruppe drei Arbeitsphasen, um nach in der Regel etwa einem Jahr ein Bühnenprogramm erarbeitet zu haben.
Großen Wert wird hier darauf gelegt, dass die Jugendlichen ihre eigene Kultur (Culture) mit einbringen, es werden Lieder nach dem Musikgeschmack der Jugendlichen interpretiert.
Kreativität (Creativity) wird benötigt, um in den verschiedenen Workshops – im Regelfall mindestens Band, Drama/Theater, Tanz, Technik – die Grundlagen für das Konzert zu legen.
Das dritte C (Christ) spielt vor allem in diesen Proben eine Rolle, da dort in Andachten christlicher Glaube diskutiert wird. Auch die Konzerte können einen verkündigenden Charakter haben, so nehmen im Repertoire der Chöre auch Gospels und Spirituals Raum ein.
Zur Stärkung der Kompetenz (Competence) der Mitarbeiter und Gruppenmitglieder werden spezialisierte Fortbildungen angeboten, darunter das jährliche deutschlandweit ausgeschriebene Ten Sing-Seminar in Borken (Hessen), aber auch in einzelnen Regionen organisierte kleinere Seminare.
Eine grundlegende Rolle in Ten Sing-Gruppen spielt das soziale Gefüge. Unter dem Begriff (Care) sind Gemeinschaft und gegenseitige Hilfe, aber auch Seelsorge und Begleitung der Gruppe durch ältere Mitglieder oder hauptamtliche Mitarbeiter zusammengefasst.

## Strukturen
In Ten Sing-Gruppen bestehen in der Regel mindestens die vier folgenden grundlegenden Workshops oder Teams: Chor, Band, Theater und Tanz. Die Chorprobe, an der in der Regel alle Mitglieder teilnehmen, ist der zentrale Treffpunkt jeder Ten Sing-Gruppe.
Hinzu kommen je nach Interessen und Fähigkeiten der Gruppenmitglieder weitere Workshops oder Teams, z. B. der Minichor, Workshops oder Teams für Breakdance, Clapping, Design von T-Shirts, Plakaten und der Webseite, für die Gestaltung von Andachten.
Zusammengetragen und koordiniert werden die Aktivitäten der Gruppe in der Regel in einem Leitungsteam, in dem jeder Workshop/jedes Team vertreten ist. Hier oder im Gruppenplenum fallen die meisten Entscheidungen.
Ten Sing-Gruppen werden meist auf Anfrage eines CVJM oder einer anderen örtlichen Trägergruppe durch Starter-Konzerte anderer Gruppen oder zu diesem Zweck zusammengestellter Starter-Projekte mit anschließenden Workshoptagen gegründet.
In ihrer Gründungsphase wird die Gruppe zunächst von Erwachsenen geleitet, bis diese Funktion an entsprechend qualifizierte Jugendliche teilweise oder ganz abgegeben werden kann.
Ehemalige Ten Sing-Mitglieder, die aus der Gruppenarbeit herausgewachsen sind, engagieren sich oft auch nach ihrem Ausscheiden aus der Gruppe z. B. in der weiteren Begleitung der Gruppe, bei der Organisation und Durchführung von Seminaren, Projekten und Festivals auf regionaler, bundesweiter und internationaler Ebene.
Da Ten Sing-Jugendarbeit des CVJM ist, orientieren sich ihre Organisationsstrukturen auf überregionaler, nationaler und internationale Ebene an den Strukturen des CVJM bzw. YMCA.

## Seminare
Ein Teil der überregionalen Ten Sing-Arbeit sind die Seminare, die zur Fortbildung und Vernetzung der Jugendlichen beitragen. Hierbei erlernen die Jugendlichen Kompetenzen, die sie in die wöchentliche Arbeit der Ortsgruppe einbringen können. Die Seminare werden von CVJM-Landesverbänden oder vom CVJM-Gesamtverband initiiert.

## Bekannte ehemalige Mitglieder
Aus dieser musikalischen Jugendarbeit sind auch bereits einige erfolgreiche Musiker hervorgegangen, wie etwa Philipp Rauenbusch, der Bassist von Reamonn, die Gruppe Glory of Joann (Gewinner des SchoolJam 2007), die Gruppe Silbermond oder Laura Lee von GURR. Außerdem der bekannte Podcaster Simon Dömer.